# Альмеев, Усман Гафиятович
Усма́н Гафия́тович Альме́ев (тат. Усман Гафият улы Әлмиев) (1915—2011) ― советский татарский певец (лирический тенор), солист Татарского театра оперы и балета имени Мусы Джалиля, солист Татарской филармонии имени Габдуллы Тукая, народный артист Татарской АССР (1957).

## Биография
- Родился 24 апреля 1915 года в деревне Акзигитово (Акъегет) Свияжского уезда Казанской губернии (ныне Зеленодольский район). Судьба его складывалась непросто. Мальчик потерял родителей и с пяти лет воспитывался в детском доме Свияжска. С юных лет он проявлял невероятное упорство, много работал, совершенствовал данный природой голос. И в результате добился поставленной цели — стал профессиональным певцом.
- Окончив в 1935 году Татарский техникум искусств, он продолжил обучение в Татарской оперной студии при Московской государственной консерватории имени П. И. Чайковского.
- 1938—58 годы солист Татарского театра оперы и балета имени Мусы Джалиля.
- 1958—68 годы солист Татарской филармонии имени Габдуллы Тукая.

## Творчество
Имя Усмана Альмеева связано со становлением Татарского государственного академического театра оперы и балета им. М.Джалиля, где он работал солистом с 1938 по 1958 год. Многогранный талант, широкий творческий диапазон и художественный вкус позволили ему стать одним из основоположников татарского оперного искусства, признанным корифеем театра оперы и балета, принести на татарскую сцену новую исполнительскую манеру, живость, доверительный контакт со зрителем, умение держаться на сцене. Он прекрасно владел голосом, мимикой, пластикой, исполнял ведущие партии в операх Н. Жиганова «Алтынчеч» и «Джалиль», Х.Валиуллина «Самат», в музыкальной драме С. Сайдашева «Наемщик», музыкальной комедии Дж. Файзи «Башмачки» и многих других.
С большим мастерством и художественным тактом пел Альмеев татарские песни и романсы, а также народные песни.
Среди ролей певца:
- Галимжан «Башмачки» (музыкальная комедия) Дж. Файзи
- Самат «Самат» Х. Валиуллина
- Андрей «Семья Тараса» Д. Кабалевского
- Имангул «Наемщик» С. Сайдашева
- Хужа Насретдин «Хужа Насретдин» Дж. Файзи
- Хайдар «Намус» Н. Жиганова
- Аскар «Аршин мал алан» У. Гаджибекова
- Урмай и Джик «Алтынчеч» Н. Жиганова и многие другие.

18 мая 2010 г. в концертном зале Татарской государственной филармонии им. Г. Тукая состоялся юбилейный вечер, посвященный 95-летию народного артиста РТ Усмана Альмеева.

## Признание
- Заслуженный артист Татарской АССР (1945)[1]
- Народный артист Татарской АССР (1957)
- Орден Трудового Красного Знамени
- Медаль «За доблестный труд. В ознаменование 100-летия со дня рождения Владимира Ильича Ленина»

## Адреса
- Казань, улица Островского, 9 («дом коммунальников»)[2].